# ISO 3166-2:BY
ISO 3166-2:BY è uno standard ISO che definisce i codici geografici delle suddivisioni della Bielorussia; è un sottogruppo dello standard ISO 3166-2.
Sono assegnati codici alle sei regioni (voblasci) e alla capitale Minsk; sono formati da BY- (sigla ISO 3166-1 alpha-2 dello Stato), seguito da due lettere.

## Codici
| Codice | Suddivisione | Tipo di suddivisione |
| ------ | ------------ | -------------------- |
| BY-HM  | Minsk        | città autonoma       |
| BY-BR  | Brėst        | regioni              |
| BY-HO  | Homel'       | regioni              |
| BY-HR  | Hrodna       | regioni              |
| BY-MA  | Mahilëŭ      | regioni              |
| BY-MI  | Minsk        | regioni              |
| BY-VI  | Vicebsk      | regioni              |